# 랜드마크 81
랜드마크 81은 베트남 호치민 시에 2018년에 오픈한 마천루이다. 2018년을 기준으로 베트남에서 가장 높은 81층짜리 건물로 높이 461.2m를 자랑한다. 건물의 주 투자자는 베트남 부동산 재벌기업인 빈그룹이며, 디자인은 영국의 설계 및 엔지니어링 컨설팅 회사인 앳킨스가 담당했다. 이 건물로 베트남은 세계에서 가장 높은 빌딩을 소유한 국가 '톱10'에 이름을 올렸다. 이 건물은 81층으로 구성되어 있으며 바닥 면적은 24만1000㎡이다. 내부에는 5성급 럭셔리한 빈펄호텔, 고급 클럽 , 고급 아파트인 빈홈즈, 고급 수영장 및 가장 높은 전망대(79층)가 들어서 있다.
랜드마크 81은 2017년 10월 270미터를 넘어 비텍스코 타워를 제치고 호치민에서 가장 높은 건물이 되었으며, 완공된 이후에는 기존에 있던 하노이의 랜드마크 72를 뛰어넘어 베트남에서 가장 높은 건물이 되었다.
거대한 규모에 걸맞은 다양한 쇼핑과 오락시설을 갖추고 있다. 빌딩에는 4만8000㎡의 상업 공간이 있고 빌딩의 지하 1층부터 5층까지 쇼핑, 엔터테인먼트 및 레스토랑들이 있다.

## 층별 시설
빈홈 랜드마크 81의 층별 운영 현황은 다음과 같다.
| 층        | 시설물                                                  |
| --------- | ------------------------------------------------------- |
| 81~79층   | 스카이덱 전망대                                         |
| 78층      | 기계실                                                  |
| 77층      | 레스토랑                                                |
| 76층-75층 | 카페                                                    |
| 74층–42층 | 빈펄 5성급 호텔                                         |
| 41층–6층  | 스카이 빌라와 아파트                                    |
| 5층       | 입주자용 5성급 라운지 및 커뮤니티 센터, 고급 레스토랑   |
| 4층       | 입주자용 클럽하우스, 수영장, 체육관, 스파 및 야외라운지 |
| 3-B1층    | 비즈니스 센터, 영화관, 실내 스케이트 링크, GYM          |
| B2–B3     | 지하 주차장                                             |

## 사진

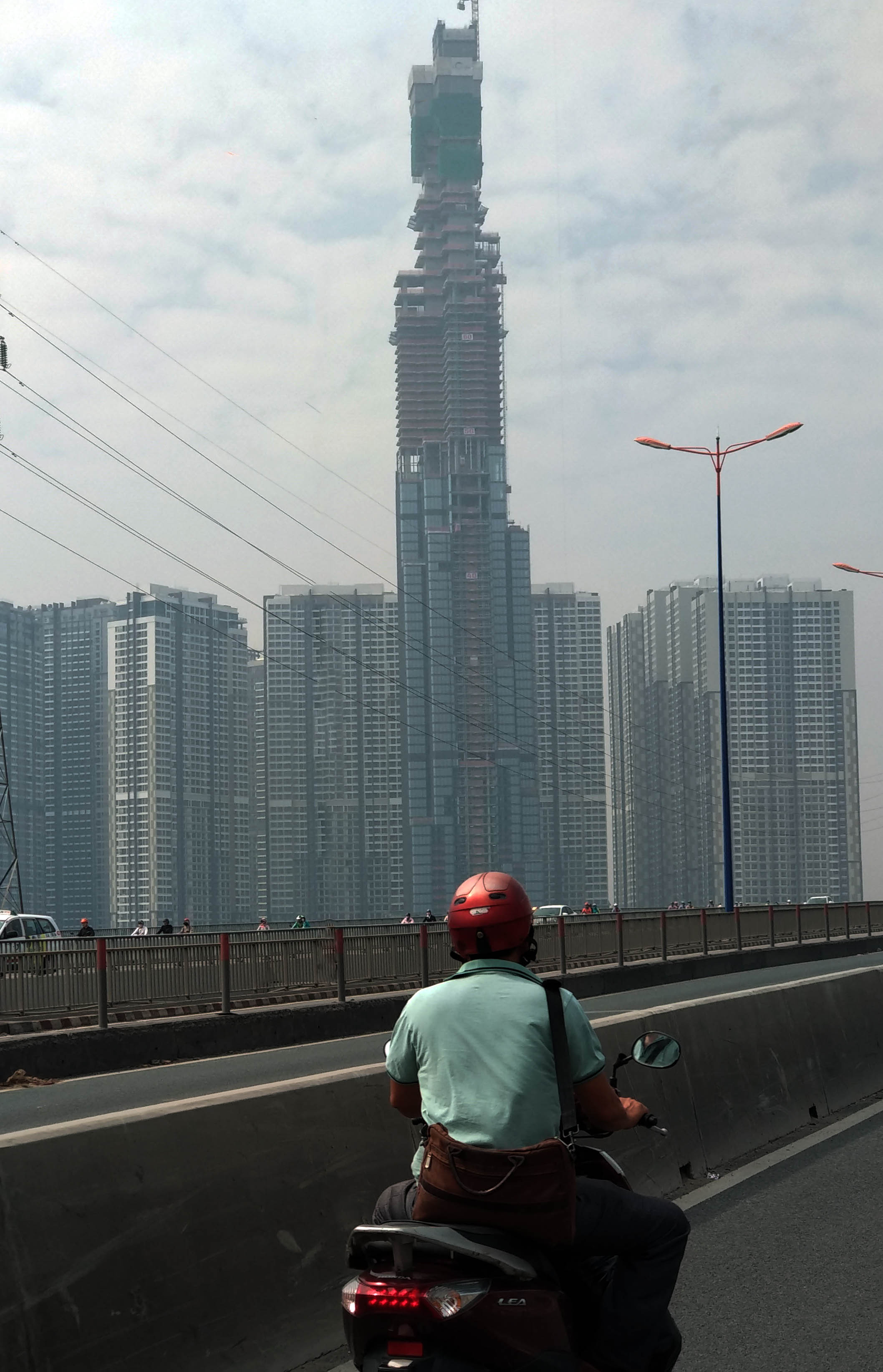
도로에서 본 랜드마크81
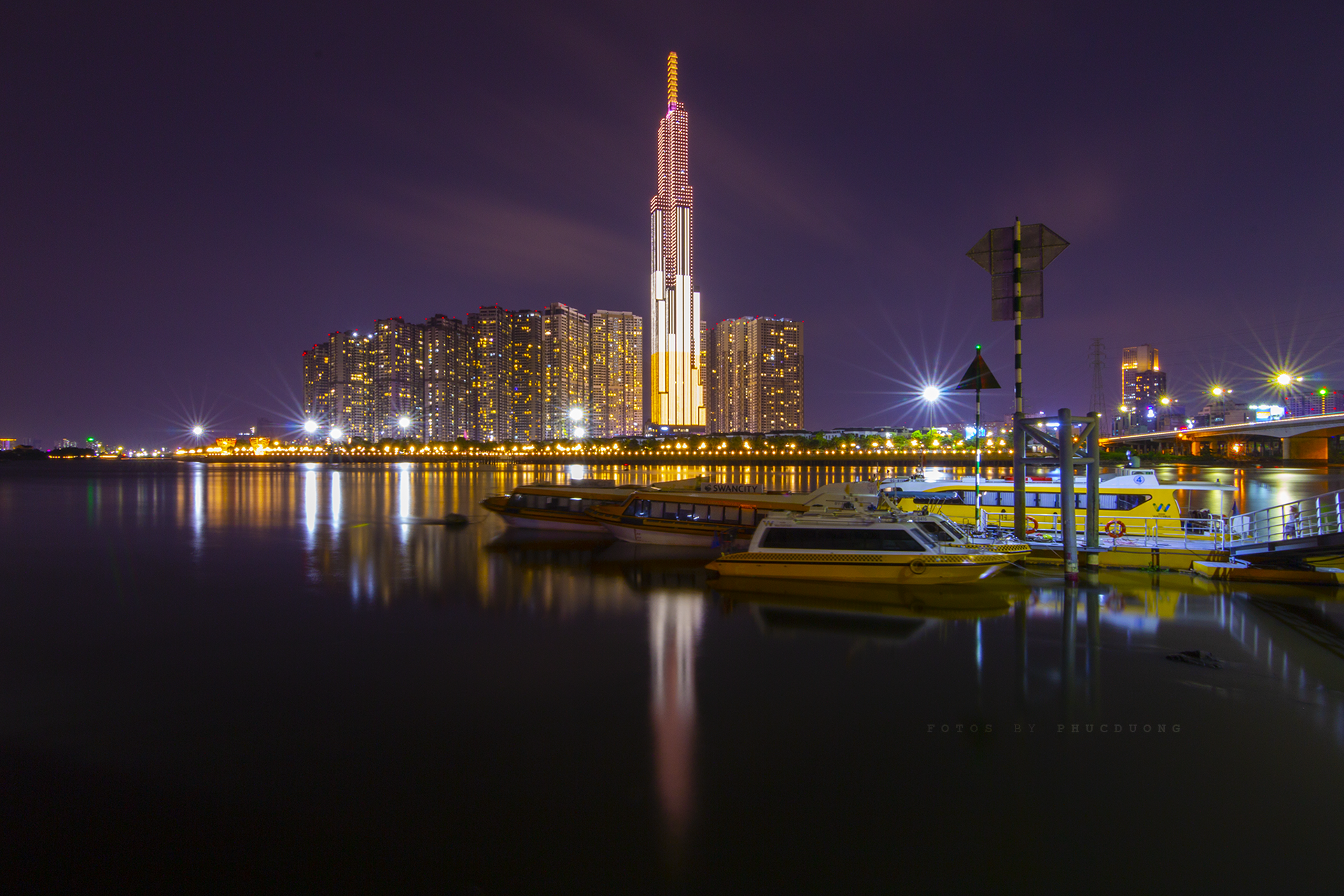
밤에 본 랜드마크 81

## 같이 보기
- 비텍스코 파이낸셜 타워
- 베트남의 마천루 목록
- 마천루 목록
- 동남아시아의 마천루 목록